# Brandon Miller
Brandon Jordan Miller (ur. 22 listopada 2002 w Nashville) – amerykański koszykarz, występujący na pozycji niskiego skrzydłowego, od 2023 zawodnik Charlotte Hornets.
W 2022 wystąpił w meczach gwiazd szkół średnich – McDonald's All-American i Jordan Brand Classic. Został też wybrany najlepszym koszykarzem szkół średnich stanu Tennessee (Tennessee Mr. Basketball – 2022, Tennessee Gatorade Player of the Year – 2021, 2022).
W 2023 reprezentował Charlotte Hornets podczas rozgrywek ligi letniej NBA w Las Vegas i Sacramento.

## Osiągnięcia
Stan na 4 czerwca 2024, na podstawie, o ile nie zaznaczono inaczej.
NCAA
- Uczestnik rozgrywek Sweet 16 turnieju NCAA (2023)
- Mistrz:
  - sezonu regularnego konferencji Southeastern (SEC – 2023)
  - turnieju SEC (2023)
- Koszykarz roku SEC (2023)
- Debiutant roku:
  - NCAA (2023 według NABC)
  - SEC (2023)
- Laureat Wayman Tisdale Award (2023)
- MVP turnieju SEC (2023)
- Najlepszy nowo przybyły zawodnik konferencji SEC (2023 według Associated Press)
- Zaliczony do:
  - I składu:
    - SEC (2023)
    - turnieju SEC (2023)
    - najlepszych pierwszorocznych zawodników SEC (2023)

  - II składu All-American (2023)
- Lider SEC w:
  - średniej punktów (2023 – 18,8)
  - liczbie:
    - punktów (2023 – 696)
    - celnych (222) i oddanych (516) rzutów z gry (2023)
    - celnych (106) i oddanych (276) rzutów za 3 punkty (2023)
- Najlepszy pierwszoroczny zawodnik tygodnia konferencji SEC (21.11.2022, 19.12.2022, 2.01.2023, 9.01.2023, 16.01.2023, 13.02.2023)

NBA
- Zaliczony do I składu debiutantów NBA (2024)[4]
- Uczestnik turnieju Panini Rising Stars (2024 – Team Pau)[5]